# 液態核磁共振量子電腦
液態核磁共振量子電腦（Liquid-state nuclear magnetic resonance quantum computer, liquid NMR QC）是利用液態之核磁共振（NMR）技術實現量子計算機 (量子電腦)的一項方案，為當前較為成功的量子電腦物理系統之一。
其屬於系綜量子電腦（ensemble quantum computer）類別，在一些學派的觀念底下，因為不是對單一量子位元進行操控，而不認為是真正的量子電腦。
目前液態核磁共振量子電腦主要是採用自旋1/2的核子，例如質子（氫核）、碳13核、氟19核等，主要考量是僅為磁偶極而弛緩時間或量子脫散時間較長，仍夠保持量子資訊的量子態較久。這些核的原子為有機分子中的成分原子，彼此透過化學鍵間的J耦合（純量耦合）互相影響；J耦合亦是此類量子電腦中進行量子計算中受控反閘（controlled NOT gate, C-NOT）的來源機制。
目前較成熟的系統可達到7個量子位元的操作，而10個以上的量子位元，據稱即將可以商業性購得。艾薩克·莊群組在2001年《自然》雜誌的論文利用了7個量子位元的液態磁振量子電腦進行了秀爾演算法，對15做因式分解為3和5的示範，為一代表作。然而實際上並非真正達成，而是透過一些技巧性的方式簡化問題來做出展示。